# Giovanni Antonio Luigi Carrara Colfosco
Giovanni Antonio Luigi Carrara Colfosco (Venezia, ... – Rosário do Sul, 8 ottobre 1910) è stato un ingegnere italiano.

## Biografia

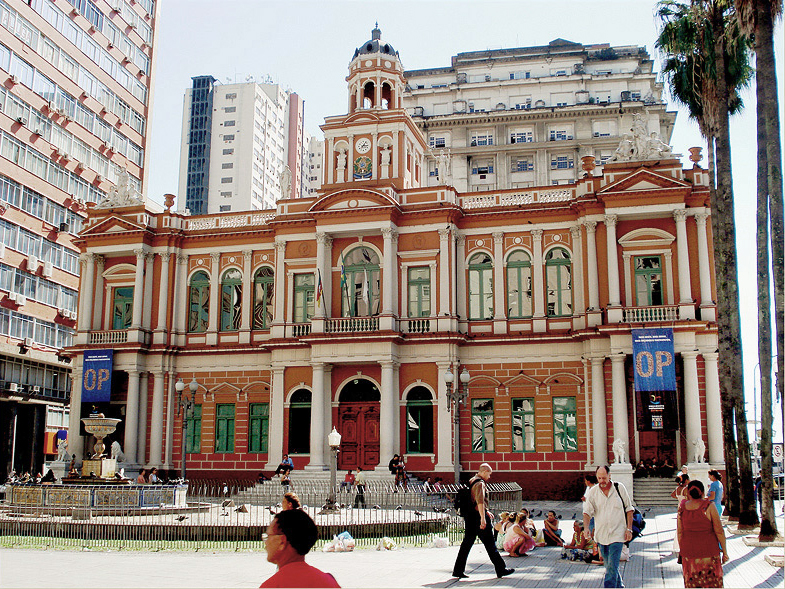
Il palazzo comunale di Porto Alegre.

Giunse in Brasile, come ingegnere per costruzione i ponti per il sistema ferroviario del Rio Grande do Sul. Consigliato da Júlio Prates de Castilhos, ottenne l'incarico per la costruzione del  Palazzo Comunale di Porto Alegre nel 1898. Realizzò anche una struttura idrica a Quaraí.
Nel Rio Grande, ha sposato Arzelina Soares Rodrigues, con cui ha avuto sei figli. Visse in diverse città all'interno del Rio Grande do Sul, seguendo l'espansione delle linee ferroviarie.